# Fokker C.V
Fokker C.V eller "C 5" (C-prefix = tvåsitsigt spaningsflygplan) var ett nederländskt spaningsflygplan och lätt bombflygplan av biplanskonstruktion, som konstruerades av Anthony Fokker. Serietillverkningen inleddes år 1924 vid Fokker Vliegtuigenfabriek i Amsterdam.

## Bakgrund
Fokker C.V (uttalas "C-5") konstruerades på tidigt 1920-tal av Anthony Fokker som ett tvåsitsigt spanings- och övervakningsflygplan. När C.V serien presenterades 1924 var det världens första enhetsflygplan och tillverkades i en mängd inbördes mixade varianter; till flygplanskroppen kunde man välja fem olika vingkonfigurationer avseende spännvidd. Flygplanet utrustades med en stjärnmotor, där effekten varierade mellan 450 hk och 970 hk. Ytterligare valmöjlighet gavs för det fasta landstället, som kunde förses med hjul eller pontoner. Flygplanet blev en exportframgång för Fokkerfabriken. Flygplanet såldes eller licenstillverkades i Bolivia, Danmark, Finland, Nederländerna, Norge, Italien, Japan, Schweiz, Sovjetunionen och Ungern. Sverige köpte två exemplar av två olika varianter för att använda som mall vid en licenstillverkning av spaningsflygplanet S 6 och jaktflygplanet J 3.
Holländska flygvapnet använde typen i fronttjänst under andra världskriget mot Luftwaffe. Efter Hollands nederlag övertog Luftwaffe flygplanen och använde dem på östfronten fram till 1944. Schweiziska flygvapnet använde sina från kvarvarande flygplan som målbogserare fram till 1954.

## Operationell historia

### Användning i Finland
Det finländska flygvapnet innehade både D- och E-versioner av flygplanet. Inledningsvis anskaffade man en C.VE år 1927 och år 1934 ytterligare 13 C.VE. 
Sverige skänkte ytterligare tre C.VE under Finska vinterkriget, där typen totalt utförde 151 stridsuppdrag utan egna förluster.
Därefter erhölls ännu två norska C.VD genom internering. Vid kapitulationen i juni 1940 ville besättningarna ej överlämna planen till tyskarna, utan flög dem över gränsen. Dessa användes som ersättningsplan för två som tidigare avskrivits. 
Samtliga C.V användes för spaning och störbombningar 1941–1945 mot Sovjetunionen under Fortsättningskriget och senare Tyskland under Lapplandskriget. Ett plan förlorades under stridsflygning.
| Typ  | Antal | Övrigt                                                                      |
| ---- | ----- | --------------------------------------------------------------------------- |
| C.VE | 1     | Bristol Jupiter-motor; FO-39                                                |
| C.VE | 13    | Bristol Pegasus-motor; FO-65...-77                                          |
| C.VE | 3     | Bristol Mercury-motor, gåva från Sverige; FO-19, -23 och -80                |
| C.VD | 2     | Armstrong Siddely Panther-motor, internerade norska flygplan; FO-65 och -66 |

### Användning i Sverige
År 1926 reste en inköpskommission runt bland olika tillverkare på jakt efter ett jaktflygplan och spaningsflygplan som skulle kunna licenstillverkas av CVM. Hos Fokker i Holland hittade man Fokker C.V som tillverkades i de för svenska förhållanden intressanta versionerna, D och E. 
Skillnaden mellan de två versionerna var olika typer av motorer, samt spännvidden med därför olika vingstöttor . Två exemplar av vardera versionerna köptes för att användas som mall vid licenstillverkningen. Som tvåsitsigt jaktflygplan föreslogs den mindre D-varianten medan E-varianten ansågs lämplig som spaningsflygplan. De fyra beställda flygplanen flögs hem från Holland 1928 och ytterligare tio flygplan beställdes från Fokker. Efter flygprov kom flygstyrelsen fram till att D-versionen (benämnd J 3) inte dög till jaktplansuppgiften, varför de sju D-planen, som var beställda vid CVM, modifierades till E-version och benämndes S 6. 
S 6 blev Flygvapnets standardflygplan för armésamverkan. Planets arbetsuppgifter blev eldledning, flygfotografering, och sambandstjänst. Vid andra världskrigets utbrott fanns 36 st flygplan kvar och dessa fick tjänstgöra tills tillräckligt många Saab 17 kunde levereras 1943. Vid CVM tillverkades mellan 1929 och 1932 17 st S 6. Ytterligare ett flygplan tillverkades men försågs med pontonställ, och benämndes S 6H. 
År 1928 undsatte löjtnant Einar Lundborg den italienske generalen Umberto Nobile, med en skidförsedd S 6B. Nobile befann sig på ett isflak efter ett luftskeppshaveri på väg till Nordpolen.
År 1945 sålde Flygvapnet tre st S 6 till Svensk Flygtjänst för att användas till skogsbesprutning. Ytterligare två flygplan såldes 1947 till Skåneflyg. En svenskbyggd S 6B gömdes undan på F 3 Malmslätt och kan numera beskådas på Flygvapenmuseum. Detta flygplan flög senast vid svenskt militärflygs femtioårsjubileum 1962, samt året efteråt till Holland fram och åter. 

#### Svenska varianter
| Benämning | Benämning     | Antal | Övrigt                                                               |
| Sverige   | Nederländerna | Antal | Övrigt                                                               |
| --------- | ------------- | ----- | -------------------------------------------------------------------- |
| S 6       | C.VE          | 30    | 6 st Fokker C.VE samt 24 st CVM Fokker C.VE, motor Jupiter VI 450 hk |
| S 6A      | C.VE          | 8     | 7 st Fokker C.VE samt 1 st CVM Fokker C.VE, motor Jupiter VI 450 hk  |
| S 6B      | C.VE          | 10    | CVM Fokker C.VE, motor NOHAB My VI 600 hk                            |
| S 6H      | C.VE          | ?     | CVM Fokker C.VE (Hydro) med flottörställ.                            |